# Черемхово (Ульотівський район)
Черемхо́во (рос. Черемхово) — село у складі Ульотівського району Забайкальського краю, Росія. Входить до складу Хадактинського сільського поселення.

## Населення
Населення — 467 осіб (2010; 619 у 2002).
Національний склад (станом на 2002 рік):
- росіяни — 99 %